# 歳三〜新撰組箱館戦記〜
『歳三〜新撰組箱館戦記〜』（としぞう しんせんぐみはこだてせんき）は、神田たけ志による日本の漫画。2001年、潮出版社から、『北の獅子 新説・土方歳三伝』のタイトルで全3巻刊行。2009年、小池書院から、現タイトルに変更、漫画スーパーワイド版で全3巻刊行。戊辰戦争時の東北と函館での戦いを、市村鉄之助の視点から土方歳三と榎本武揚を中心に描いた歴史漫画である。

## あらすじ
薩摩藩士の堀竜之進は征討軍参謀の黒田了介の命を受けて、密偵として旧幕府軍に潜入する。堀は、沖田総司に似ているという理由で土方歳三に入隊を許される。土方を熱烈に尊敬していた新撰組隊員の市村鉄之助は、堀を疑いながらも友情を築いてゆく。堀の目的は、京都で土方に惨殺されたと言われていた兄・堀左馬之助の敵を討つことであった。
新政府軍による局長近藤勇の斬首の知らせを聞いた土方は、近藤の復讐のため、秋田戦争で戦っている庄内藩に新撰組を伴い加勢しようとしたが、榎本武揚から蝦夷地に徳川家の理想郷を築くという目的を聞いて賛同し、海路で蝦夷地に行く。函館の五稜郭を占領し、函館仮政府独立の嘆願書を新政府に提出するが一蹴される。年が明けて1869年4月に黒田了介ら新政府軍が攻撃を始め、最後の戦いである函館戦争が始まる。

## 登場人物

### 新選組
土方歳三
新撰組副長、函館仮政府の陸軍奉行並び、函館戦争で戦死する。
市村鉄之助
新撰組の隊士。土方を崇拝している。
島田魁
新撰組の隊士。
相馬主計
新撰組の隊士。
野村利三郎
新撰組の隊士。
中島登
新撰組の隊士。
小笠原胖之助
唐津藩主小笠原長泰の4男。新選組に入隊して三好胖と改名する。10月24日の七重村の戦闘で、敵弾に被弾し討ち死にして、函館戦争の旧幕府軍の最初の討ち死に者になる。従者小久保清吉と共に七重村の宝琳庵に葬られた。
小久保清吉
小笠原胖之助の従者、戦死した主人の後を追い追い腹をする。主人と共に七重村の宝琳庵に葬られる。

### 幕臣
榎本武揚
幕府軍の海軍奉行、函館仮政府総裁
松平太郎
幕府軍陸軍奉行
勝海舟
幕府軍軍事総裁

### 薩摩藩
黒田了介
薩摩藩士、征討軍参謀、後の内閣総理大臣黒田清隆。
堀竜之進
薩摩藩士の密偵。兄馬之助を土方に惨殺されたという噂を信じ、土方に恨みを持つ。新政府軍の密偵として、仙台で土方より新選組への入隊を許可される。函館まで同行する。西南戦争で戦死する。
柴山又兵衛
薩摩藩士の密偵、スパイ行為が見つかり、切腹。堀竜之進が介錯をした。
堀与志乃
堀竜之進の兄、堀馬之助の妻。夫が土方歳三に惨殺されたという噂を人事、土方への仇討のために、函館に来るが果たすことができず。土方により、夫の暗殺の真相を聞くことになる。最後は、市村鉄之助と共に函館を離れる。
吾兵衛
堀家の従者。与志乃のつき人として函館に同行するが、病で没する。

### 仙台藩
星恂太郎
仙台藩士額兵隊隊長。

### 松前藩
米田幸次
松前藩士で函館戦で土方を銃撃する。

### 函館の住民
大和屋友次郎
箱館鴻池支店の支配人。堀与志乃を蝦夷渡航と函館滞在を助ける。